# Tim Friday
Timothy Friday (* 5. März 1961 in Burbank, Kalifornien) ist ein ehemaliger US-amerikanischer Eishockeyspieler, der in seiner aktiven Zeit von 1981 bis 1986 unter anderem für die Detroit Red Wings in der National Hockey League gespielt hat.

## Karriere
Tim Friday begann seine Karriere als Eishockeyspieler am Rensselaer Polytechnic Institute, das er von 1981 bis 1985 besuchte, während er parallel für dessen Eishockeymannschaft in der National Collegiate Athletic Association spielte. Mit seiner Universitätsmannschaft gewann er in den Jahren 1984 und 1985 jeweils die Meisterschaft der ECAC Hockey sowie 1985 zusätzlich die NCAA-Meisterschaft. Am 27. Mai 1985 erhielt er einen Vertrag als Free Agent bei den Detroit Red Wings aus der National Hockey League. In der Saison 1985/86 bestritt er insgesamt 23 NHL-Spiele für Detroit, in denen er drei Tore vorbereitete. Parallel lief er für Detroits Farmteam Adirondack Red Wings in der American Hockey League auf. Mit Adirondack gewann er am Saisonende den Calder Cup. Zu diesem Erfolg trug er mit 37 Scorerpunkten, davon zwei Tore, in insgesamt 59 Spielen bei. Aufgrund einer schweren Schulterverletzung musste Friday nach nur einem Jahr im Profibereich seine Karriere vorzeitig beenden.

## Erfolge und Auszeichnungen
- 1984 Whitelaw-Cup-Gewinn mit dem Rensselaer Polytechnic Institute
- 1985 Whitelaw Cup-Gewinn mit dem Rensselaer Polytechnic Institute
- 1985 NCAA-Division-I-Championship mit dem Rensselaer Polytechnic Institute
- 1986 Calder-Cup-Gewinn mit den Adirondack Red Wings